# Adam Mikołaj Sieniawski
Adam Mikołaj Sieniawski (1666 – 1726) là một nhà quý tộc và nhà lãnh đạo quân sự người Ba Lan.
Ông là con trai của Chỉ huy Mikołaj Hieronim Sieniawski và Cecylia Maria Radziwiłł, con gái của Hoàng tử, Đại Thống chế Aleksander Ludwik Radziwiłł. Ông kết hôn với Elżbieta Lubomirska, con gái của Hoàng tử, Đại Thống chế Stanisław Herakliusz Lubomirski, vào năm 1687.
Sieniawski là thống đốc của Bełz Voivodeship từ năm 1692 đến 1710, Chỉ huy hoàng gia từ năm 1702, Đại Chỉ huy Hoàng gia từ năm 1706, Thống đốc của Kraków từ năm 1710 và đồng thời là người cai quản của Lviv, Rohatyn, Lubaczów, Stryj và Piaseczno.
Năm 1697, ông ủng hộ François Louis, Hoàng tử của Conti làm ứng cử viên cho vị trí vua của Ba Lan. Tuy nhiên, khi người lên ngôi là Augustus II, ông vẫn đồng thuận với cuộc bầu cử. Với tư cách là chỉ huy của Liên đoàn Sandomierz, ông đã ngăn cản nỗ lực hợp nhất các lực lượng của Stanisław Leszczyński với lực lượng của Charles XII của Thụy Điển.
Giống như cha mình, ông tham gia vào cuộc thám hiểm Vienna năm 1683.
Ông là chỉ huy cánh trái của lực lượng Ba Lan trong trận Vienna.